# Arkys lancearius
Arkys lancearius là một loài nhện trong họ Araneidae.
Loài này thuộc chi Arkys. Arkys lancearius được Charles Athanase Walckenaer miêu tả năm 1837.

## Hình ảnh

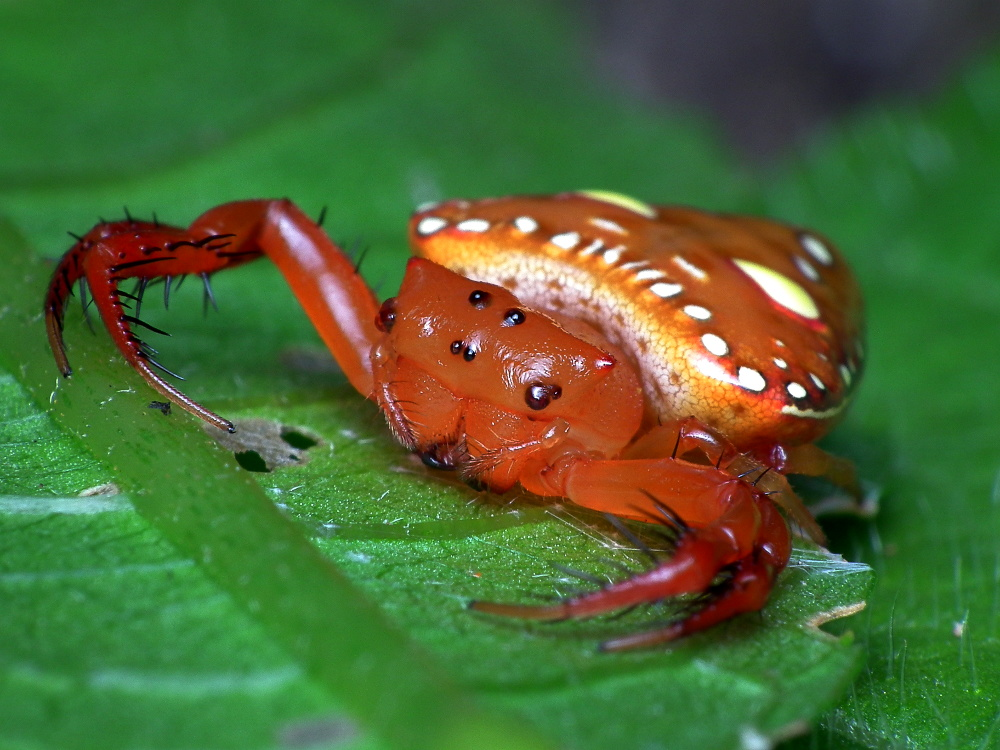